# Bzenec
Bzenec (en allemand : Bisenz) est une ville du district de Hodonín, dans la région de Moravie-du-Sud, en République tchèque. Sa population s'élevait à 4 584 habitants en 2024.

## Géographie
Bzenec se trouve à 17 km au nord-est de Hodonín, à 55 km au sud-est de Brno et à 239 km au sud-est de Prague.

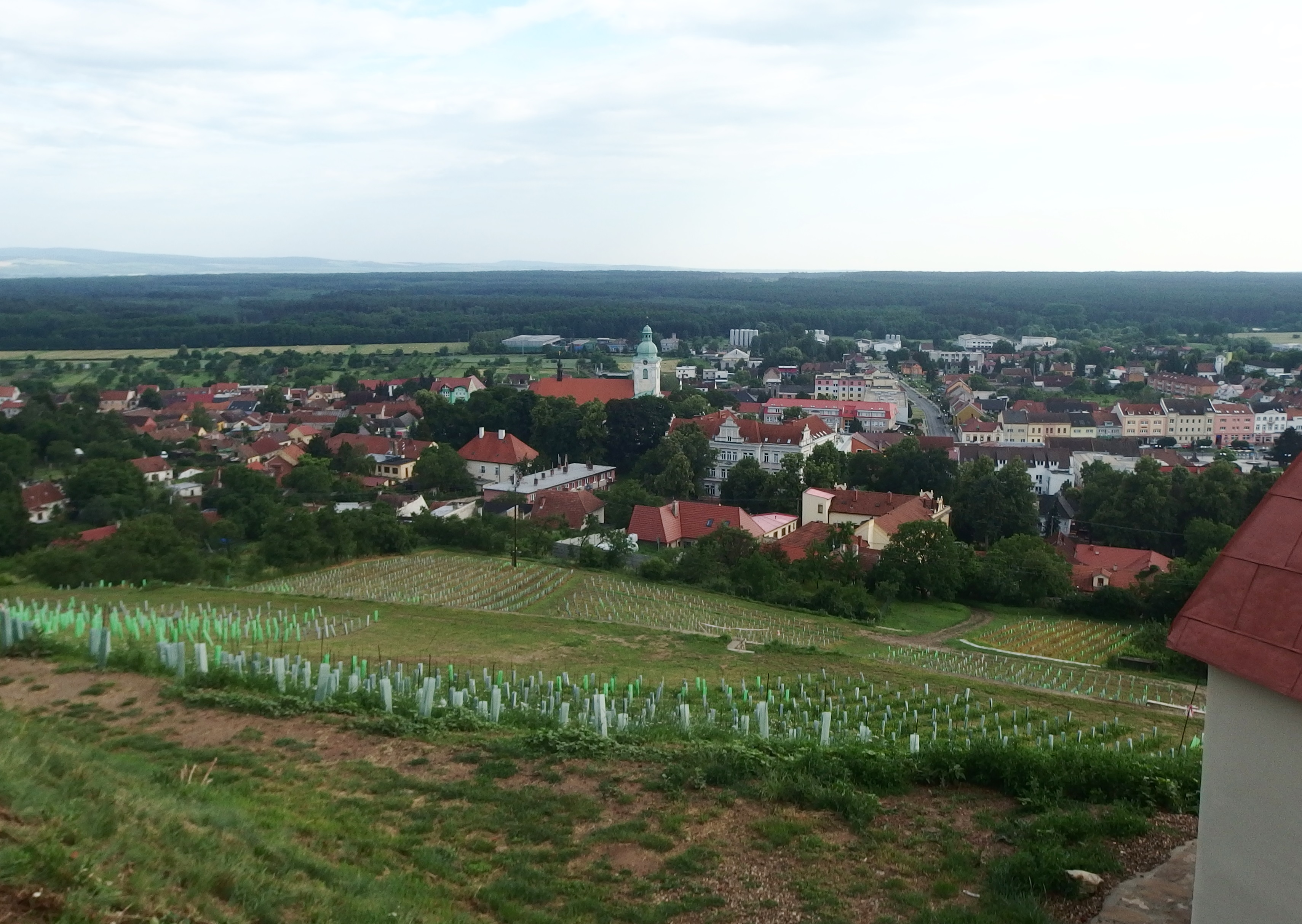
Bzenec : vue générale.

La commune est limitée par Těmice et Domanín au nord, par Moravský Písek et Veselí nad Moravou à l'est, par Vnorovy et Strážnice au sud, et par Vracov à l'ouest.

## Histoire
La première mention écrite de la localité date de 1015.

## Économie
Bzenec est réputé pour sa production vinicole.

## Galerie

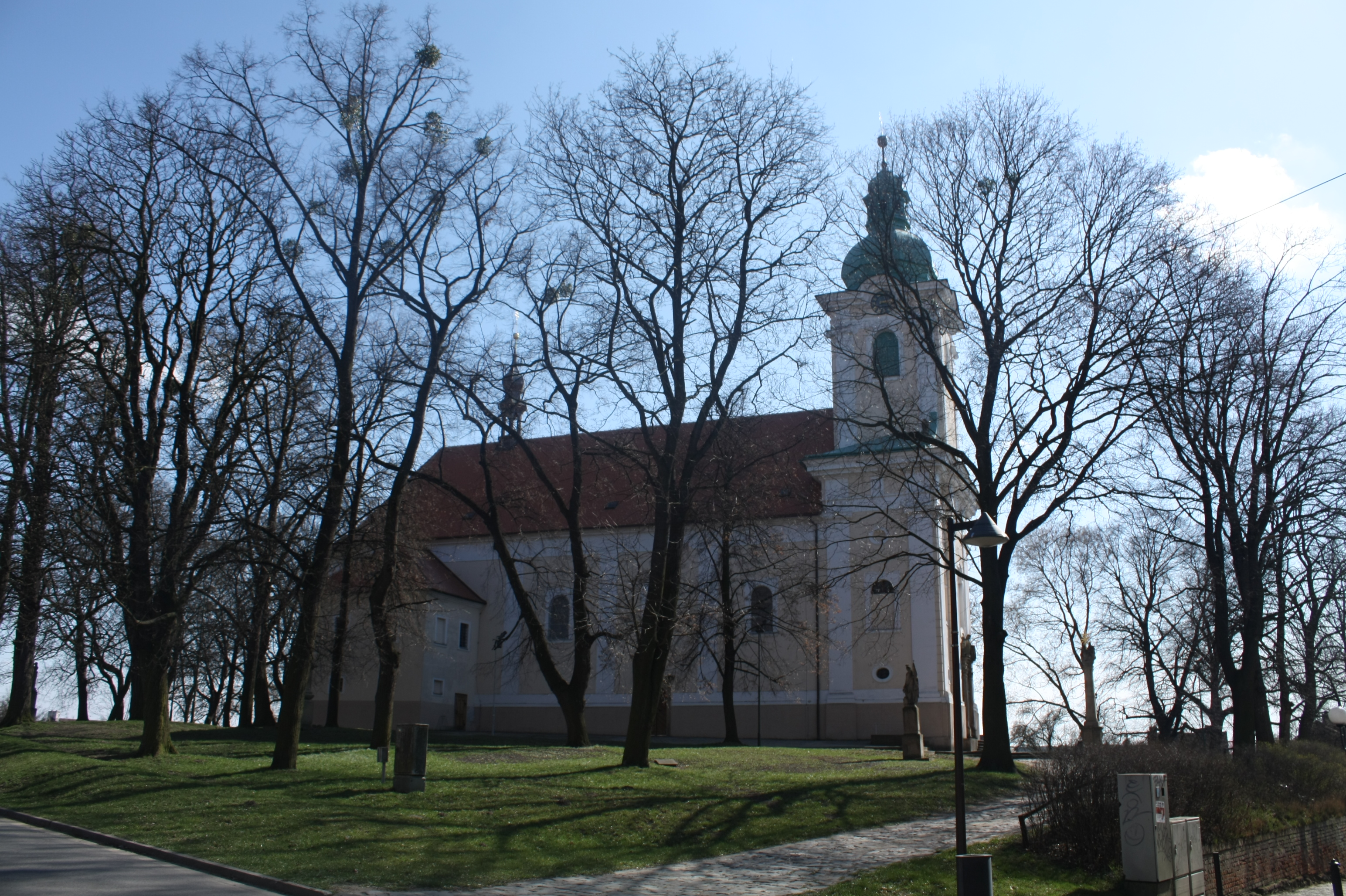
Église Saint-Jean-Baptiste.
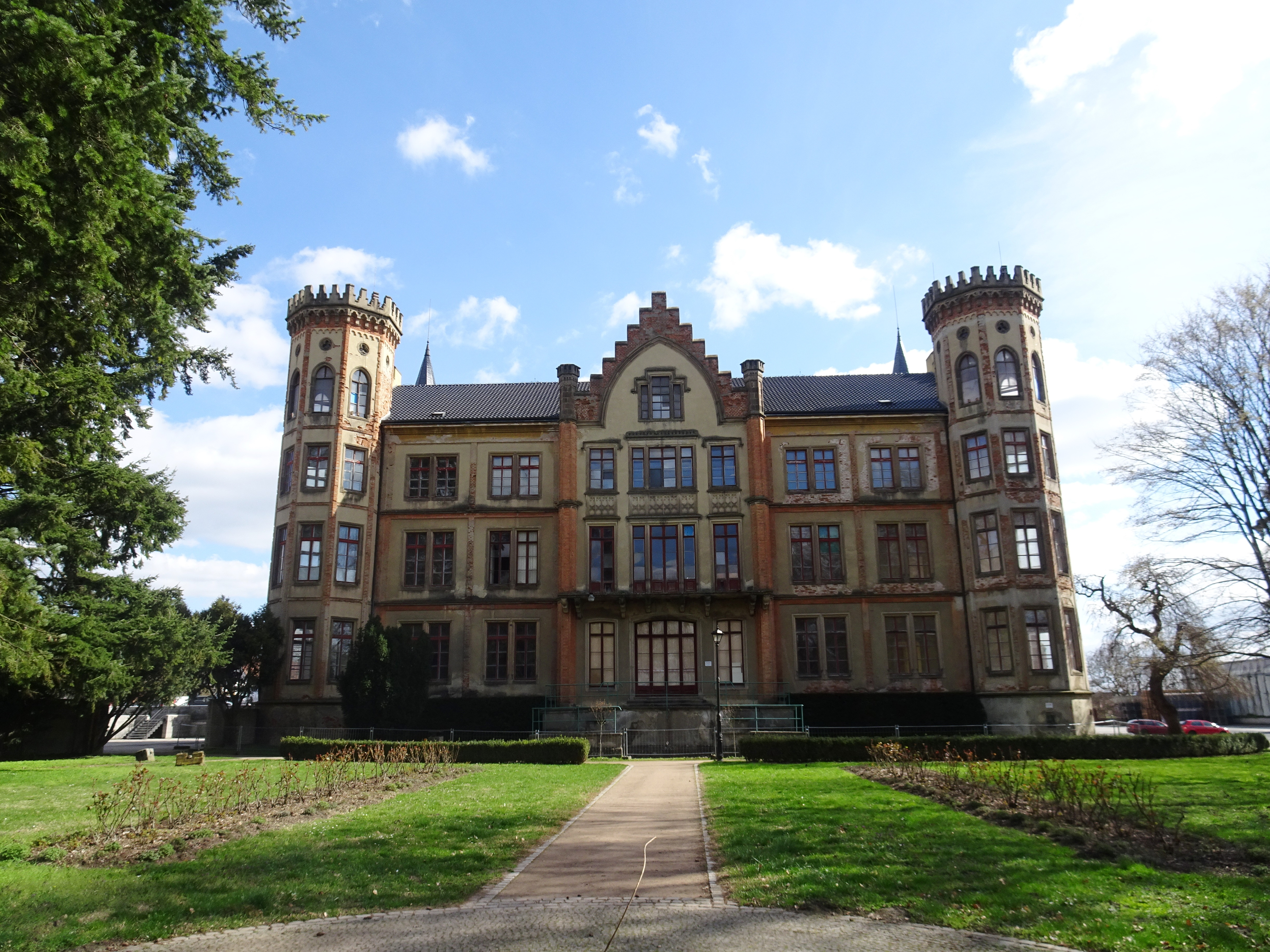
Château de Bzenec.

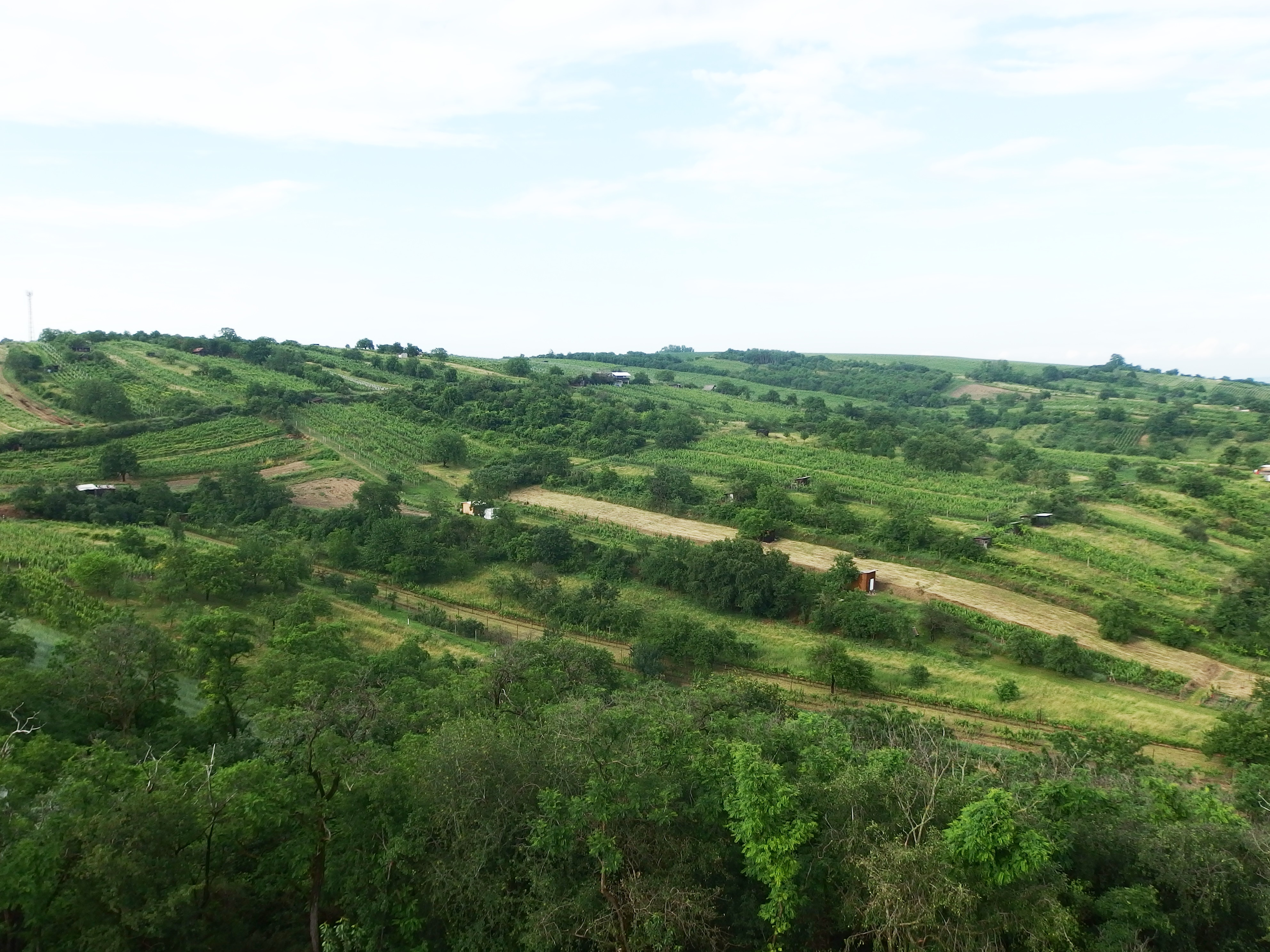
Vignobles.
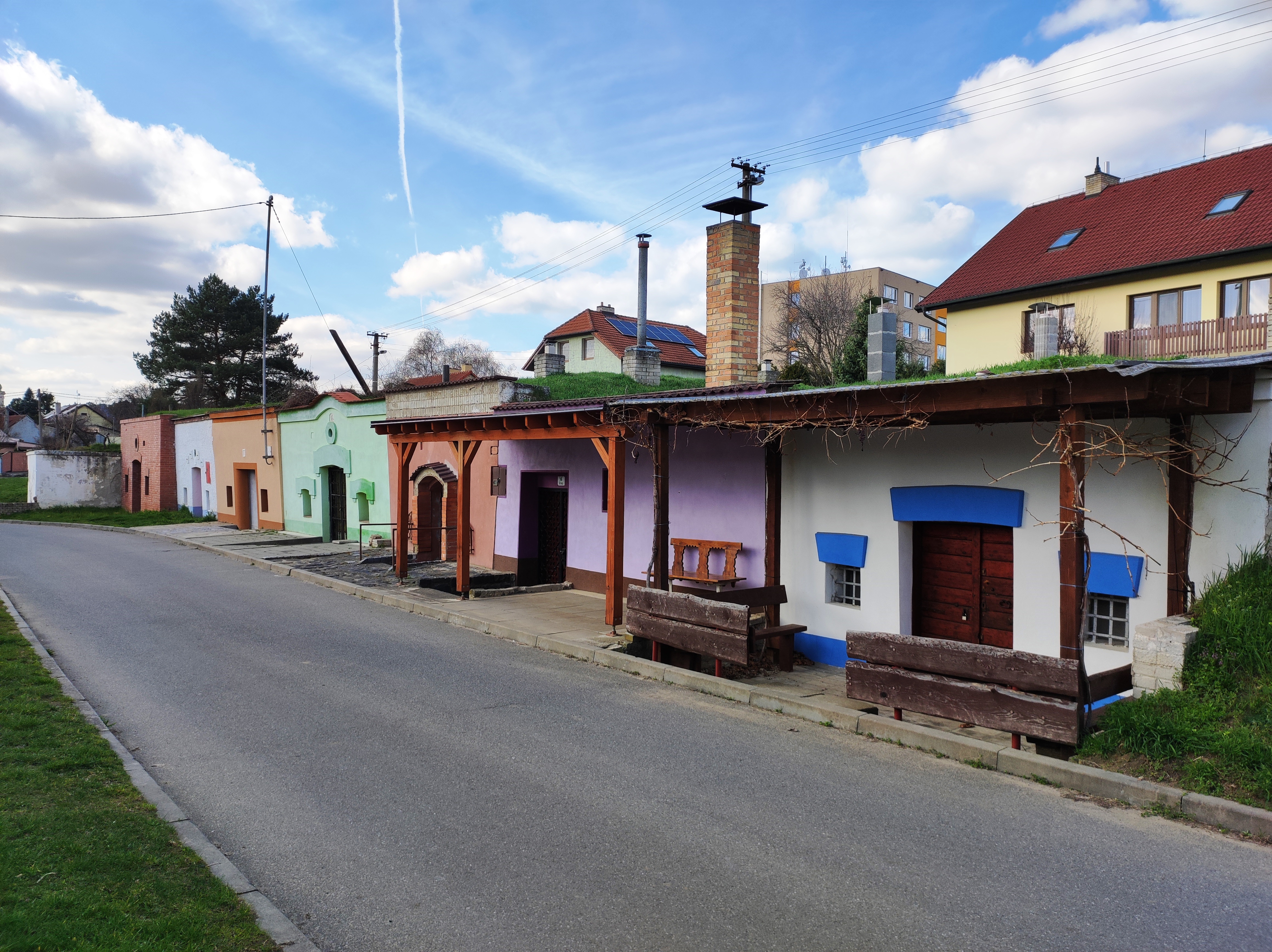
Caves à vin.

## Transports
Par la route, Bzenec se trouve à 10 km de Veselí nad Moravou, à 21,5 km de Hodonín, à 63 km de Brno et à 269 km de Prague.

## Personnalité
- Max Kurzweil, né le 12 octobre 1867 à Bzenec et mort le 9 mai 1916 à Vienne, peintre autrichien de la période Sezessionstil.